# Ceibal (Uruguay)

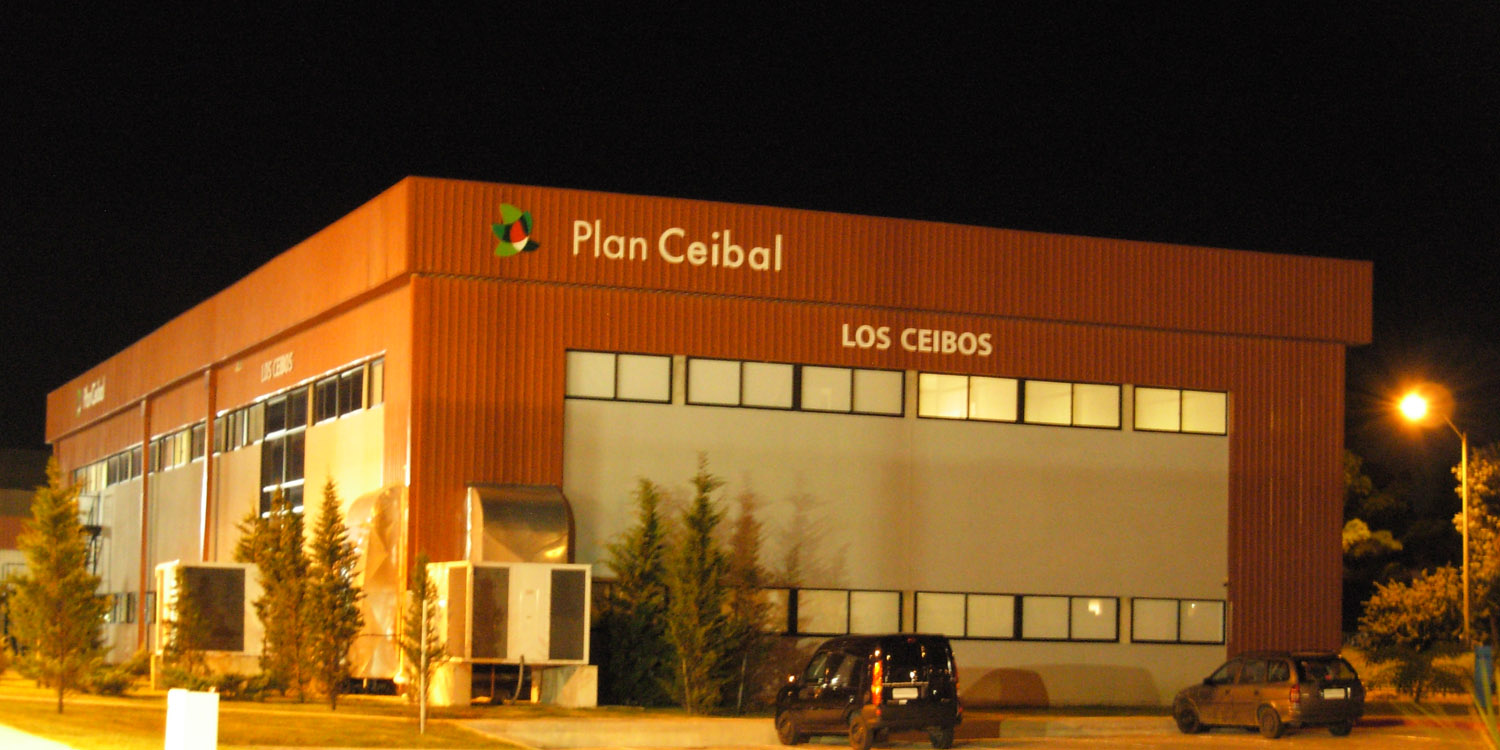
Edificio Sede del Plan Ceibal, dentro del Laboratorio Tecnológico del Uruguay.

Ceibal es el centro de innovación educativa con tecnologías digitales de Uruguay. Promueve la integración de tecnologías digitales a la educación, con el fin de mejorar los aprendizajes e impulsar procesos de innovación, inclusión y crecimiento personal.
Fue creado en abril de 2007, durante la primera presidencia de Tabaré Vázquez. Hasta 2022, se llamó Plan Ceibal, un acrónimo que significa: Conectividad Educativa de Informática Básica para el Aprendizaje en Línea.
En 2022 cambió su nombre y su logotipo, y actualmente se llama simplemente Ceibal.

## Creación
Creado el 18 de abril de 2007 a partir del decreto presidencial emitido durante el primer gobierno de Tabaré Vázquez. 
 

En el decreto se expresa la necesidad de
«Avanzar en la Sociedad de la Información y del conocimiento, desarrollando acciones tendientes a la reducción de la brecha digital» 
Se toma como punto central del proyecto a la escuela pública como ámbito de integración social privilegiado con un claro objetivo de democratización del conocimiento, así como también la existencia de propuestas tecnológicas viables y aceptables para ofrecer una laptop e internet a cada estudiante en edad escolar.

De esta forma, se crea CEIBAL con el fin de:
«Realizar estudios, evaluaciones y acciones, necesarios para proporcionar un computador portátil a cada niño en edad escolar y a cada maestro de la escuela pública, así como también capacitar a los docentes en el uso de dicha herramienta, y promover la elaboración de propuestas educativas acordes con las mismas». 
Dicho plan, se inspiro en el proyecto One Laptop per Child presentado por Nicholas Negroponte en el Foro Económico Mundial de 2005.
Sin precedentes en el mundo por su alcance nacional, el plan permitió que todos los niños de los centros de educación estatales reciban una computadora portátil con conexión inalámbrica (WiFi), brindando así conectividad a centros educativos y sus entornos en todo el territorio del Uruguay. A partir de 2014, se permitió el ingreso de equipos portátiles no pertenecientes a ceibal a este tipo de redes, mediante una aplicación de un archivo Java, y a partir de 2015, mediante una aplicación instalada en el router, habiéndose, en ambos casos, registrado previamente en la central de ceibal o, en su defecto, siendo docente.
Desde sus inicios, se apuntó a una total integración de la tecnología en las Instituciones, modificando las prácticas educativas a lo largo y ancho del sistema educativo nacional.
El himno de dicho programa fue escrito y compuesto por el cantautor uruguayo Jorge Drexler.
A 2016, sus resultados concretos están aún en fase de análisis y son motivo de debate en Uruguay, particularmente durante el 2013 con el estudio independiente realizado por la Universidad de la República que señala que el plan ha tenido impacto nulo en matemáticas y lectura.

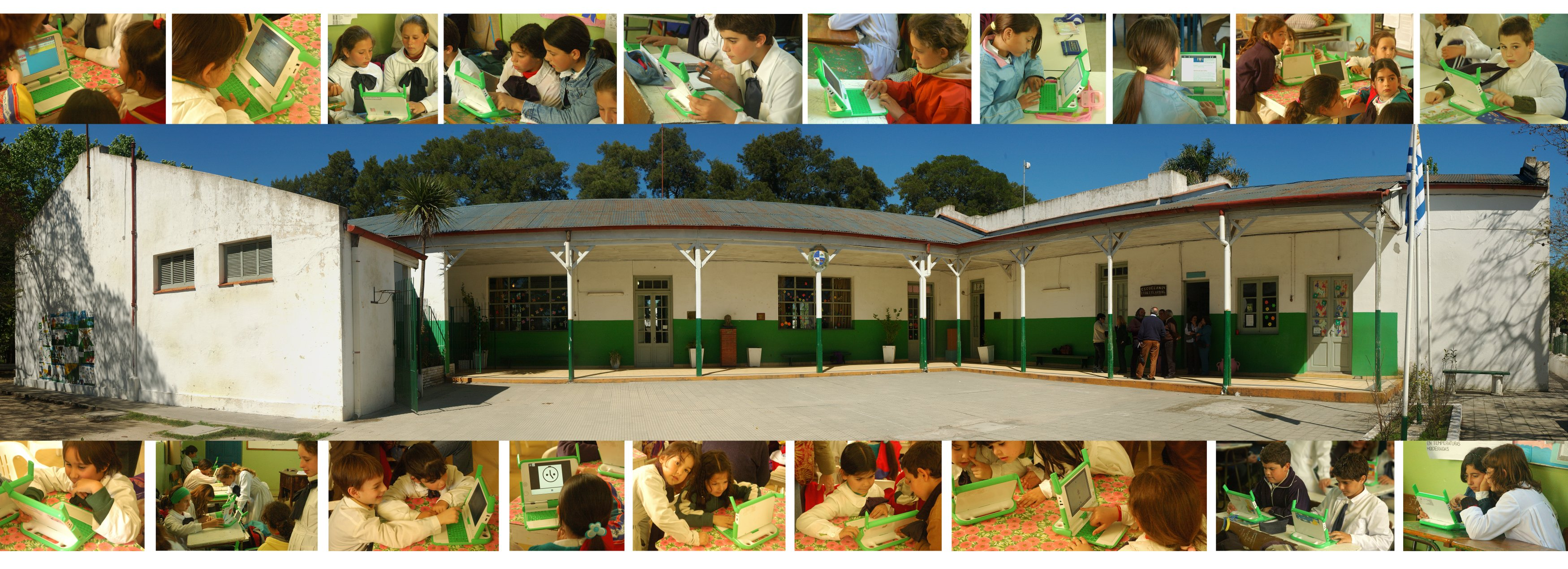
Escuela Italia (Cardal, Florida) y fotos de los niños con los equipos (octubre de 2007).

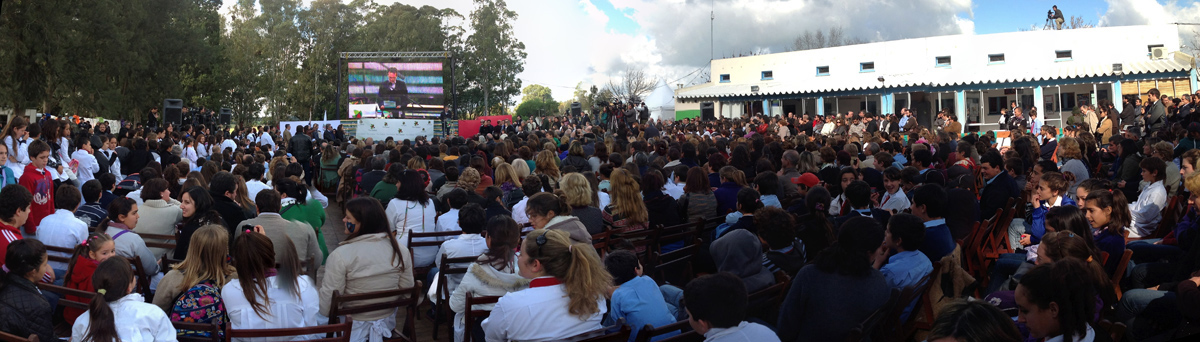
Acto al cumplirse los cinco años del Plan Ceibal en Villa Cardal.

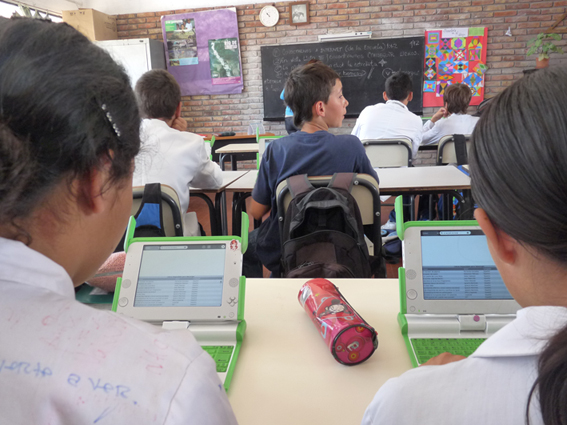
Estudiantes de educación pública uruguaya utilizando los equipos XO 1.0

## Surgimiento
Plan Ceibal se creó en 2007 como un plan de inclusión e igualdad de oportunidades con el objetivo de apoyar con tecnología las políticas educativas en Uruguay. Desde su implementación, cada niño que ingresa al sistema educativo público uruguayo accede a un dispositivo para su uso personal con conexión a Internet gratuita desde el centro educativo. Ceibal provee también un conjunto de programas, recursos educativos y formación docente que transforma las maneras de enseñar y aprender.
El modelo 1 a 1 que propuso Ceibal demostró que para pensar la Educación en términos de equidad e inclusión no basta solamente con inyectar tecnología en las aulas, sino que es necesario transformar la práctica docente para que incluya a las TIC, generando las condiciones para que se utilicen con sentido, alentando procesos de discusión que abarquen los aspectos pedagógicos por parte de todos los actores involucrados.
De acuerdo con el presidente Tabaré Vázquez, impulsor del plan, el objetivo de Ceibal permitiría contribuir a incrementar la conectividad y disminuir la brecha digital, de manera de que así Uruguay sea líder hemisférico en tecnologías de la información. A su vez, el objetivo a largo plazo de Ceibal, es el de promover la justicia social mediante la promoción de la igualdad de acceso a la información y a herramientas de comunicación para toda la población. Ceibal también busca ampliar el acceso a la sociedad a la información y el conocimiento.
Ceibal ha obtenido gran fama internacional desde sus inicios, ya que Uruguay fue el primer país del mundo en completar un plan semejante.
El 31 de mayo de 2012 al cumplirse cinco años de Ceibal se realizó un acto en Villa Cardal, en el cual estuvo presente el presidente de la República, José Mujica y el entonces expresidente, Tabaré Vázquez. En el mismo algunos adolescentes, niños en los inicios del plan, contaron la evolución de su experiencia, dado que pasaron de la escuela a secundaria acompañados por Ceibal.
En 2013 se realizó un informe titulado «Profundizando en los efectos del Plan Ceibal», realizado por profesionales del Instituto de Economía de la Udelar, financiado por Ceibal y por la Administración Nacional de Educación Pública. Dicho informe establece que la distribución de computadoras portátiles no ha tenido un impacto favorable a los resultados académicos en lectura y matemática de los estudiantes de Educación Primaria.

## Objetivos
Ceibal busca promover la integración de la tecnología a la educación para mejorar los aprendizajes e impulsar procesos de innovación, inclusión y crecimiento personal; promover una educación innovadora e inclusiva con el fin de que cada estudiante desarrolle su potencial y construya capacidades para la ciudadanía global.
Ceibal parte de un complejo sistema que busca garantizar el uso de los recursos tecnológicos, la formación docente, y la elaboración de contenidos adecuados, además de la participación familiar y social; se entiende que la inclusión de la tecnología en las escuelas no asegura el cumplimiento de la meta si no se la acompaña de una propuesta educativa acorde a los nuevos requerimientos, tanto para maestros, como para sus alumnos y sus familias.
Objetivos generales y específicos:
- Asegurar el acceso a la tecnología al servicio de los aprendizajes.
  - Desplegar oportunamente herramientas e infraestructura tecnológica acordes a las necesidades de los procesos educativos.
  - Asegurar que todos los contenidos sean accesibles
  - Brindar procesos de soporte y mantenimiento que permitan tener un buen nivel de usabilidad y disponibilidad de la tecnología y mejoren la experiencia y satisfacción del público beneficiario.
- Innovar en infraestructura tecnológica, contenidos, experiencias y entornos digitales
  - Desarrollar y promover formatos y herramientas pedagógicas apalancadas por la tecnología, que contribuyan a la personalización de la enseñanza, a la mejora de los aprendizajes y al desarrollo de competencias transversales.
  - Promover la investigación para generar mejores oportunidades de aprendizaje en coordinación con Fundación Ceibal y otros socios estratégicos.
- Contribuir a la mejora continua de los procesos de enseñanza y aprendizaje.
  - Brindar un sistema de desarrollo profesional docente accesible y flexible que permita la generación de rutas formativas personalizadas.
  - Asegurar la continuidad educativa a través de propuestas de educación combinada, que fortalezcan nuevos ambientes de aprendizaje.
  - Utilizar la tecnología y los datos disponibles para diversificar y personalizar la oferta educativa y mejorar la gestión de centros educativos.
- Desarrollar competencias para la ciudadanía digital.
  - Contribuir al desarrollo de la ciudadanía digital y de las competencias necesarias para habitar el entorno digital de modo responsable, seguro, crítico, reflexivo, creativo y participativo con las distintas comunidades educativas.
  - Generar una propuesta para estudiantes y docentes que contribuyan a la participación, el liderazgo y el desarrollo en competencias digitales.

## Etapas
Desde su creación en 2007, Ceibal ha transitado por cuatro etapas.
2007 - 2009: equidad.

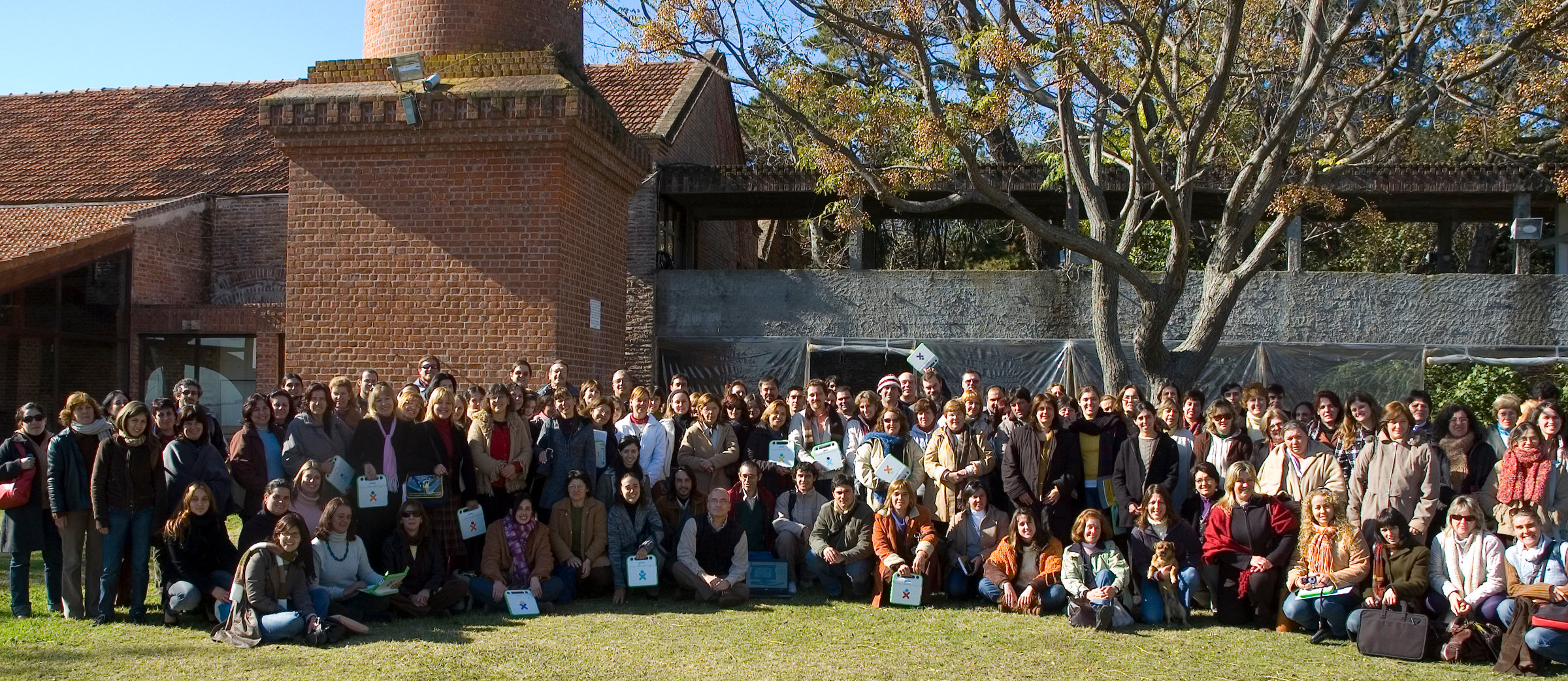
En el Bastión del Carmen, curso sobre las XO, 2008.

Etapa caracterizada por la entrega de dispositivos a estudiantes y docentes y conexión a Internet de los centros educativos.
2010 – 2012: despliegue de plataformas y apoyos a docentes.
El énfasis se trasladó a fomentar el uso de las computadoras. Surge la figura de Maestro de Apoyo Ceibal (MAC) y se crearon múltiples plataformas de gestión del trabajo docente, evaluación en línea y educativas.
1. Biblioteca Digital
2. Plataforma Adaptativa de Matemática (PAM)
3. Plataforma CREA.
4. Sistema de Evaluación en Línea

2013 – 2019: la tecnología como puntal en los procesos de aprendizaje.
El objetivo es transformar las prácticas docentes integrando la computadora a los aprendizajes. A partir de 2014 se mantuvo el despliegue tecnológico actualizado y la elaboración de programas, pero se profundizó el uso de la tecnología como acelerador de procesos de aprendizaje personalizado. De esta forma, Ceibal implementa en el sistema educativo una serie de iniciativas que llevan a la práctica conceptos y propuestas que están en la punta del conocimiento y del debate educativo contemporáneo. Pueden mencionarse en particular la Red Global de Aprendizajes, el programa Pensamiento computacional y la iniciativa de educación en ciudadanía digital. Dados los objetivos, contenidos y diseño, estos programas constituyen ejemplos de “nuevas pedagogías”
2020 – 2025: la comunidad de docentes, la educación combinada y la interinstitucionalidad como focos.
A partir de 2020, Ceibal comienza a transitar una cuarta etapa enfocando las propuestas en función de las necesidades del cuerpo docente, a través de las metodologías de diseño de experiencias de usuario y profundizando en la comunicación con las comunidades educativas, consolidando los espacios de coordinación con ANEP. A su vez, se desarrollan modalidades de educación combinada y se consolida la infraestructura tecnológica necesaria para esto. Se apunta a fortalecer la interinstitucionalidad del sistema educativo, por ejemplo, con la creación de la Mesa Interinstitucional de Datos integrada por Ceibal, ANEP, MEC e INEEd. Se apunta al intercambio internacional de
experiencias en integración de tecnologías para la educación.

## Organización de Ceibal
La implementación y la coordinación central está a cargo del Centro Ceibal, creado por ley 18.640 en enero de 2010 como persona pública no estatal, y con la finalidad de promocionar los programas de apoyo a la educación pública
| Consejo de Dirección                                          | Consejo de Dirección |
| ------------------------------------------------------------- | -------------------- |
| Presidente de Ceibal                                          | Leandro Folgar       |
| Ministro de Educación y Cultura                               | Pablo da Silveira    |
| Representante del Ministerio de Economía y Finanzas           | Magela Manfredi      |
| Presidente de la Administración Nacional de Educación Pública | Robert Silva         |

El primer presidente de Ceibal fue Miguel Brechner, liderando el programa desde 2007 hasta 2020 cuando fue reemplazado por Leandro Folgar.

## Impactos

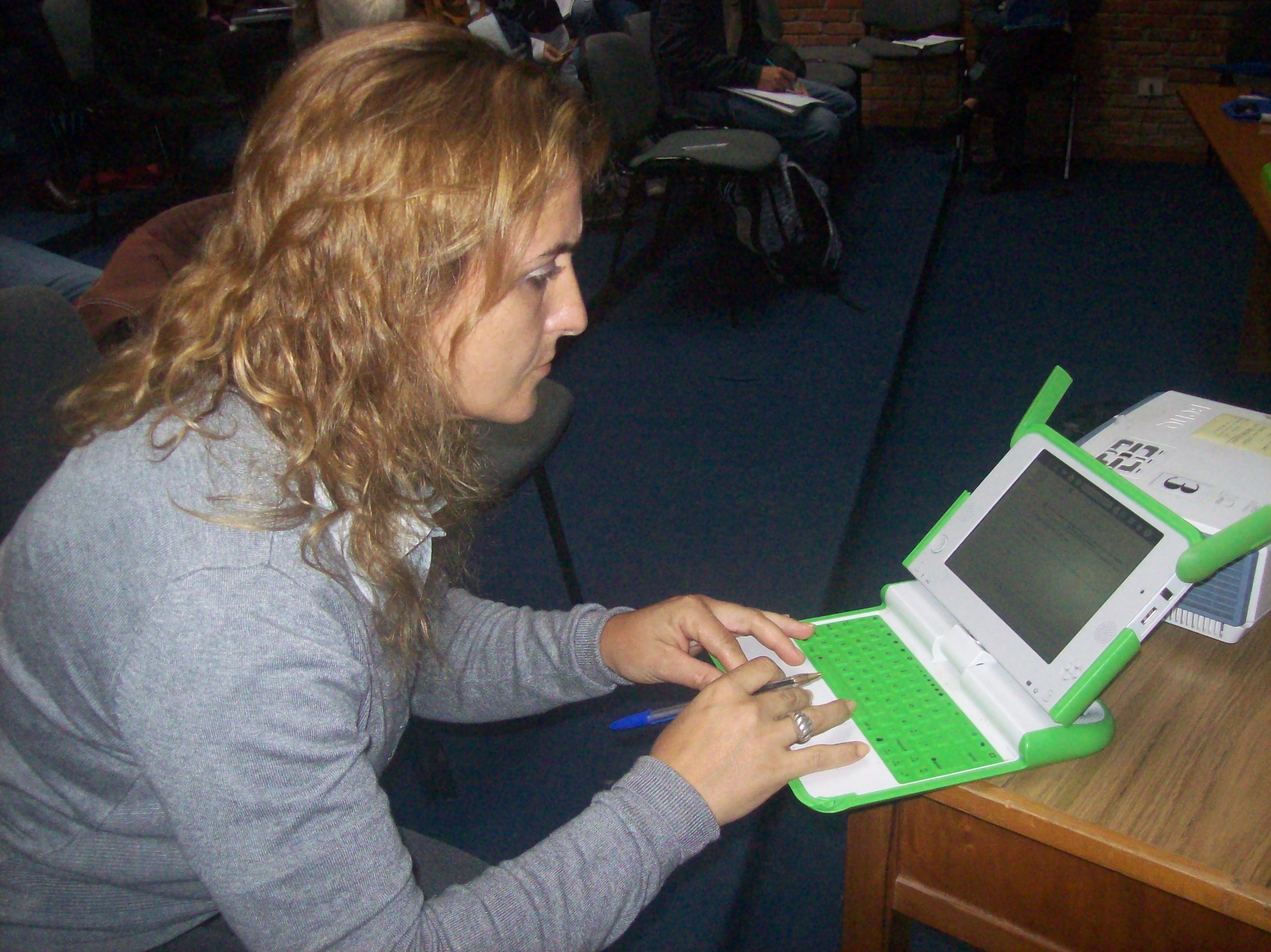
Docente del CFE usando su XO.

Uno de los efectos más obvios es la mejora en los rankings internacionales de "preparación tecnológica" de Uruguay. El índice Network Readiness Index (NRI) del Foro Económico Mundial subió de 3.67 puntos en 2006-2007 a 4.28 puntos en 2011-2012. Con ello Uruguay pasó del puesto 60 en la lista al 44 superando a países de la región como Brasil, México y Costa Rica.
Frank William La Rue, relator especial de Naciones Unidas para la libertad de opinión y expresión, afirmó en su visita a Uruguay que Ceibal es "un gran ejemplo para el mundo". A su vez el especialista señaló que si Ceibal mantiene su alcance durante dos generaciones más, entonces Uruguay tendrá la población con los mejores indicadores educativos del continente.
El informe de investigación “El Plan Ceibal: Impacto comunitario e inclusión social” realizado en los años 2009 y 2010 por la Facultad de Ciencias Sociales y OBSERVATIC, revela percepciones y opiniones favorables de los beneficiarios de Ceibal.
Por otra parte, en el 2013 un informe independiente del Instituto de Economía de la Universidad de la República, financiado por el propio Ceibal y por la Administración Nacional de Educación Pública; dio a conocer los resultados de la evaluación independiente sobre la puesta en práctica de Ceibal. Estos resultados informaron que no mejoró el rendimiento de los alumnos en matemática y lectura. También alerto sobre la falta de capacitación de maestros (en educación inicial y primaria) y profesores (en educación secundaria). Desde la dirección general de educación primaria se pidió más tiempo para evaluar resultados. El informe nota que sus hallazgos de resultados inocuos en matemática y lectura "se encuentran en línea con la mayor parte de la literatura sobre el impacto del uso de computadoras en el aprendizaje, la cual encuentra resultados nulos o negativos". Es decir, que existe un consenso en la literatura internacional de hace varios años, respecto a que estos planes otorgan resultados nulos o negativos en las mediciones concretas, como puede verse en esta otra serie de estudios publicada en el New York Times en 2010.
Además el país solucionó el problema de la escasez de profesores de inglés implementando clases a distancia mediante videoconferencia con profesores de Argentina y Filipinas.

## Premios
Ceibal ha sido premiado por su gestión y logros con varios galardones internacionales:
- Bronce en Premio Nacional de Calidad por el Compromiso con la Gestión Pública debido al trabajo que realizó Ceibal brindando conectividad y soporte a las redes de conectividad, Instituto Nacional de Calidad, Uruguay, octubre de 2012.[28]
- Premio Frida en categoría “Acceso”, entregado por el Registro de Direcciones de Internet de América Latina y Caribe, IDRC e ISCO en la categoría “Acceso”, Buenos Aires, octubre de 2011.[29]
- 1.º Premio a la Capacidad de Desarrollo, entregado por el Programa de Naciones Unidad para el Desarrollo, en la “Feria de Conocimiento”, Marrakech Marruecos, marzo de 2010.[30]
- 1.º Premio a la Gestión Pública, entregado por la GEALC, Red de Líderes de Gobierno Electrónico de América Latina y el Caribe “ExcelGob08”, Montevideo Uruguay, marzo de 2009.[31]
- 1.º Premio al Compromiso con las metas del milenio, Entregado por la GEALC, Red de Líderes de Gobierno Electrónico de América Latina y el Caribe "ExcelGob08", Montevideo Uruguay, marzo de 2009.
- Premio Morosoli de Oro a la cultura uruguaya, entregado por la Fundación Lolita Rubial, Minas, Uruguay, diciembre de 2013.[32]

## Programas Educativos

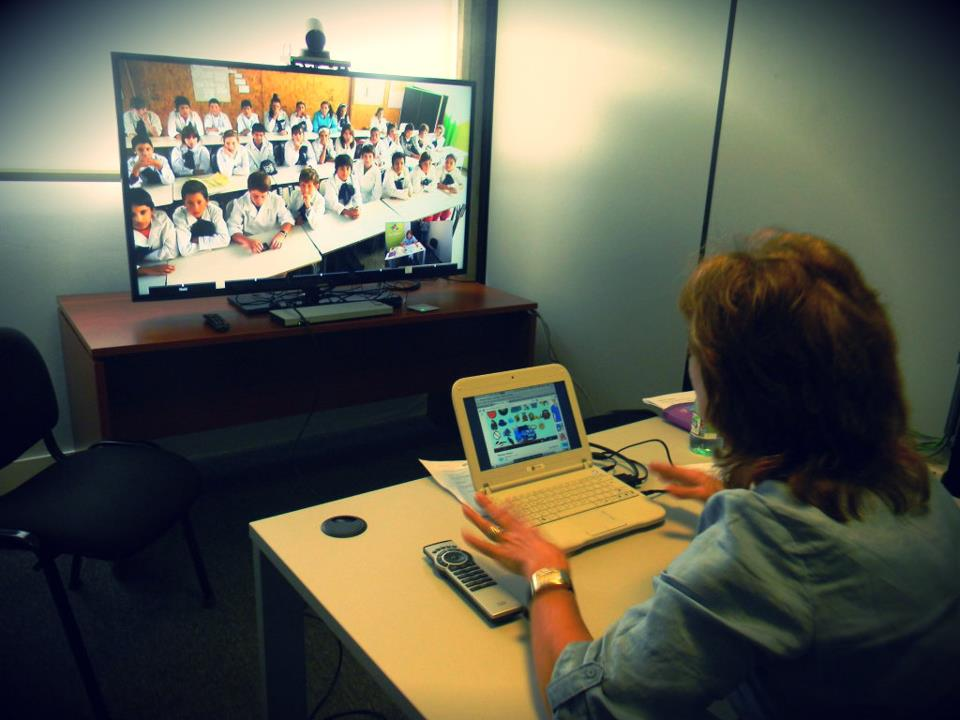
Clase de Ceibal en inglés.

### Ceibal en inglés
El programa Ceibal en inglés tiene como objetivo la enseñanza de inglés en centros de enseñanza pública de Primaria y Media (Secundaria y UTU). Mediante equipos de videoconferencia instalados en los centros, los y las estudiantes participan de clases semanales con un/a docente de la lengua extranjera. El/la profesor/a y el/la docente de aula trabajan en colaboración a través de la plataforma educativa CREA, donde comparten lecciones y materiales para el desarrollo de las clases.
Está concebido con el propósito de solucionar el problema de la falta de docentes en este idioma, para cubrir el universo de enseñanza en Primaria en el sistema educativo público uruguayo, con el fin de asegurar el derecho de todos los niños de aprender una lengua extranjera con calidad y sustentabilidad. Ceibal trabaja con el Consejo Británico en este proyecto, que permitirá a todos los niños de Uruguay aprender inglés.
El proyecto tiene un formato que posibilita a los estudiantes tener tres horas semanales de inglés de 45 minutos cada una: una dictada por un profesor remoto, modelo de lengua y quien introduce y explica los contenidos lingüísticos correspondientes a cada semana a través de un equipo de videoconferencia; y dos con el docente de clase, quien se suma al proyecto en forma absolutamente voluntaria, no tiene por qué saber inglés, pero recibe un curso en línea del idioma con el fin de que esté siempre un paso adelante de sus alumnos para poder apoyarlos de forma más relevante.
El 9 de enero de 2014, la prensa publicó un artículo titulado "Miles de niños en Uruguay aprenden inglés con profesores a distancia". La nota destaca el trabajo que realiza Plan Ceibal y explica que "se trata de la primera vez en el mundo en que se usa la tecnología de la telepresencia para enseñar inglés a clases numerosas de alumnos de Primaria en el sistema estatal", según palabras de Paul Wood, representante del Consejo Británico, organización que proporciona los materiales de enseñanza.
En 2022 el 94% de los grupos de escuelas urbanas de 4.º, 5.º y 6.º de Educación Primaria tiene clases de inglés, esto equivale a un total de 71.972 estudiantes en 3.281 grupos de Educación Primaria que tomaron clases de inglés por videoconferencia, abarcando un total de 61% de estudiantes de las escuelas urbanas.

### Red Global de Aprendizajes
La Red Global de Aprendizajes es una iniciativa de colaboración internacional que integra nuevas pedagogías de aprendizaje en 18 países en los distintos continentes a través de un marco común de acciones e investigación. Uruguay, a través de ANEP y Ceibal, participa de esta red junto con: Australia, Brasil, Canadá, Chile, Colombia, Inglaterra, Escocia, Finlandia, Hong Kong, Japón, Malasia, Nueva Zelanda, Sudáfrica, Países Bajos, Taiwán, Estados Unidos y Vietnam.
En los centros Red docentes y equipos de dirección trabajan juntos en torno a objetivos de centro. Los centros educativos diseñan sus propias formas de trabajo, en equipo, integrado a la comunidad.
El programa ofrece un marco para la acción y la implementación de las nuevas pedagogías. Un espacio para llevar adelante las iniciativas de los docentes tomando a los estudiantes como centro.
En 2022 participan de la Red Global de Aprendizajes casi 800 centros uruguayos promoviendo este enfoque educativo.

### Pensamiento computacional
Pensamiento Computacional refiere a un conjunto de competencias para la expresión y resolución de problemas utilizando la lógica de la programación y el poder de las computadoras. Es una forma de llevar las ciencias de la computación a las aulas.
Más de 2.400 grupos de 4°,5° y 6° de Primaria trabajando en 2022, alcanzando a más de 49.600 niñas/os.

### Ceilab
El programa ceilab impulsa el aprender haciendo anclado en la metodología de pensamiento de diseño y los principios de las prácticas maker.
Se basa en el concepto makerspace, que se define como un espacio de trabajo colaborativo donde se explora, se investiga, se crea y se comparten aprendizajes a partir de la práctica del hacer. Allí se busca fomentar el aprendizaje basado en proyectos (ABP) mediante el desarrollo e integración de habilidades que incluyen el manejo de tecnologías en un sentido crítico.
Al año 2022, Ceibal cuenta con 100 laboratorios Ceilab implementados.

### Artistas en el aula
Es un programa en el que se abordan diferentes manifestaciones artísticas a través del contacto directo con la persona creadora y su obra. Está dirigido a grupos de estudiantes junto a su docente, tanto de Educación Primaria como de Educación Media.
Es un programa mediado por tecnología donde cada artista propone un proceso de trabajo que se presenta como un trayecto formativo a través de un espacio virtual en la plataforma CREA y uno o más encuentros por videoconferencia.

### Científicos en el aula
Este programa propone conocer y explorar los diversos temas de investigación científica que se realizan en Uruguay a través del intercambio con equipos de investigadores/as.
Tiene la misma estructura de Artistas en el aula en donde la plataforma CREA y los encuentros por videconferencia son los que vehiculizan el aprendizaje y el intercambio.

### Diseñando el cambio
Diseñando el cambio (Design for Change Uruguay) es un proyecto dirigido a docentes y estudiantes de toda la Educación Media, así como a docentes y estudiantes de CFE y a adolescentes y educadores de SIRPA. El objetivo es que sean los propios actores involucrados (docentes y estudiantes) quienes identifiquen cuáles son sus necesidades para mejorar el proceso educativo e imaginen cómo las tecnologías digitales, tanto las que brinda Ceibal como otras, pueden ayudar a generar un cambio.
Este proyecto forma parte de un movimiento a nivel mundial llamado Design for change, en el que participan otros 64 países. A través del proyecto Diseñando el cambio, promovido por Ceibal, Uruguay está representado en el mundo por docentes y estudiantes que se animan a innovar en educación.

### Jóvenes a programar
Jóvenes a Programar (JaP) es un programa de Ceibal que surge en el 2016 para capacitar y ayudar a insertar laboralmente a jóvenes de 18 a 30 años en el área de las tecnologías de la información.
JaP ofrece cursos de programación, testing y otras tecnologías con el apoyo de CUTI, BID-Lab y las principales empresas del sector.
El programa tiene un alcance nacional ya que los cursos se dictan de forma 100% virtual, con un acompañamiento cercano de Referentes y Tutores Técnicos.
Cuenta con más de 4.000 personas egresadas de sus 6 ediciones, quienes se capacitaron en Testing, Desarrollo Web, GeneXus, .Net, Business Intelligence o Python, entre otros.

### Matec
MATEC es un proyecto educativo que busca mejorar la enseñanza de la Matemática y favorecer el aprendizaje personalizado de los estudiantes de 5.º. año de primaria, a través de la tecnología digital. Implica un proceso de formación en la metodología “High Tech High Touch” mediante la plataforma Matific y con un enfoque en el aprendizaje basado en problemas, con acompañamiento y uso de herramientas para el trabajo con estudiantes.

## Plataformas y herramientas digitales
- Aleks: plataforma educativa de matemática que permite personalizar tareas, realizar un diagnóstico para cada estudiante y generar una ruta de aprendizaje.[44]
- Biblioteca país: biblioteca digital con más de 9 mil títulos disponibles.[45]
- CREA: aula virtual mediadora de la enseñanza y el aprendizaje.[46]
- EDUx: plataforma de cursos en línea.[47]
- Matific: plataforma educativa para enseñar y aprender matemática de forma lúdica.[48]]
- Minecraft Education: herramienta pedagógica para la resolución de problemas, que permite desarrollar universos creativos mediante bloques y promueve el trabajo en equipo, la comunicación y el pensamiento crítico.[49]
- Plataforma de lengua: acompaña la enseñanza y el aprendizaje de la lengua desde un enfoque comunicativo.[50]
- Recursos educativos abiertos: espacio de intercambio de recursos y materiales pedagógicos facilitando la adaptación de estos y la interacción entre distintas comunidades de práctica.[51]
- Valijas: herramientas gratuitas para procesos de enseñanza y aprendizaje innovadores y creativos.[52]

### Ceibal ante el COVID-19
Tras la llegada del COVID-19 en Uruguay y la declaración de emergencia sanitaria, acompañada de la inminente suspensión de las clases, la plataforma educativa CREA de Ceibal sirvió para implementar la educación a distancia y fundamentalmente el espacio de intercambio entre docentes y estudiantes, esta plataforma también cuenta con videoconferencia. Se estima que las plataformas tuvieron un récord histórico de acceso tras la pandemia y no solo fueron utilizadas por la educación pública, sino también por instituciones privadas.

## Programas de televisión
A lo largo de su historia ha coproducido diferentes programas emitidos simultáneamente en su canal, como también en Canal 5.
En agosto de 2011 emitió su primer programa de programa de preguntas y respuestas SABELO!, emitido en Canal 5.
En 2020 estreno dos programas educativos en la Televisión Nacional, en su canal, como también en otras plataformas. Dichos programas, TA - tiempo de aprender y C+, son coproducidos por Ceibal, la Administración Nacional de Educación Pública y Canal 5

## Críticas y avances

### Ineficacia económica
En 2009 la revista británica The Economist trazó un balance de Ceibal que se aplica en Uruguay, al que calificó de «proyecto pionero» aunque de resultado incierto y con diversos problemas de ejecución. Según la revista, 380.000 escolares recibieron su laptop, lo que representó un costo equivalente al 5% del presupuesto total de la educación, es decir, 100 millones de dólares anuales.
Uno de los problemas que destaca el periódico es el hecho de que las primeras 50.000 computadoras llegaron con su software en inglés y no en español. Otro punto que menciona es el elevado número de equipos rotos, llegando en algunas clases de la escuela 95 de Montevideo, caso que toma como ejemplo, al 50% de las computadoras.
Según los últimos datos extraídos de los Informes de Evaluación y Monitoreo de Ceibal, del universo total de laptops distribuidas en primaria a 2012, únicamente un 12% se encuentran fuera de funcionamiento lo que indica un descenso significativo respecto a los indicadores de los primeros años de gestión del Plan.
Explica que el mayor problema técnico es la conectividad, según un informe elaborado por el gobierno que indica que, en un 70% de las escuelas primarias, solo la mitad de las laptops pueden trabajar en forma simultánea y que dos de cada cinco escuelas rurales carecen de conexión. Dice que esto obliga a trasladar a los estudiantes en autobús a otros sitios para que puedan rendir exámenes.
Sin embargo hoy en día esos indicadores han cambiado. A nivel rural actualmente se tiene entre 60 y 80 escuelas con falta de conectividad en todo el territorio nacional, lo que representa menos de un 10% de las rurales del Uruguay. Estas escuelas son parte del universo que no tiene energía eléctrica ni de UTE ni de paneles Ceibal (Solución desarrollada por Ceibal para brindar la cantidad de energía eléctrica necesaria para tener Internet).

### Controles e investigaciones
Aproximadamente cada dos años Ceibal hace un monitoreo y evaluación de impacto social de Ceibal en coordinación con LATU y ANEP con el fin de recolectar diversos datos sobre el uso y el impacto social que tiene las XO tanto a nivel del niño como de su entorno. Dicho monitoreo, realizado por el Departamento de Monitoreo y Evaluación de Ceibal creado en 2008, elabora informes que posteriormente se publican el sitio oficial de ceibal y el sitio del MEC

### Acceso a pornografía
A mediados de 2008, vecinos de Salto denunciaron que había menores que utilizando la señal de los cibercafés, accedían a páginas con contenido sexual. Desde ese año hasta 2015, Ceibal cuenta con filtros comprobados a nivel internacional que bloquean los sitios de contenido para adultos. El más importante es un filtro de contenido en cada punto de conexión a Internet de la red Ceibal, el cual evalúa el contenido de cada sitio para decidir si lo bloquea o no cuando el usuario está ingresando. El filtro es un software llamado DansGuardian, utilizado por gobiernos e instituciones educativas en todo el mundo y que cumple con el protocolo establecido en la norma estadounidense Children's Internet Protection Act (CIPA).
Curso sobre los riesgos de la web dado durante tres días, inmersivo, a los inspectores de CEIBAL en el centro Agustín Ferreiro, año 2010. Con la participación de la OIM, AGESIC, y ANEP.

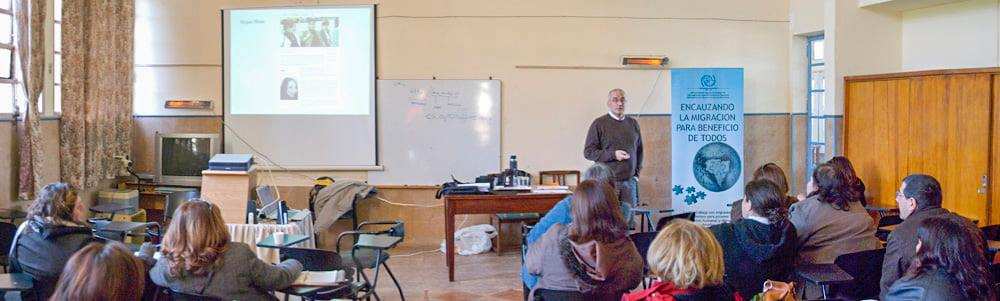
Curso 2010 Inspectores CEIBAL

La Organización Internacional para las Migraciones en Uruguay ha realizado talleres de capacitación para prevenir la captación de niños, niñas y adolescentes por parte de las redes de pornografía infantil o trata de personas. Estos cursos destinados a Inspectores de Ceibal de todo el país, son avalados por el Consejo de Educación Inicial y Primaria de la Administración Nacional de Educación Pública.

### Cooperación internacional

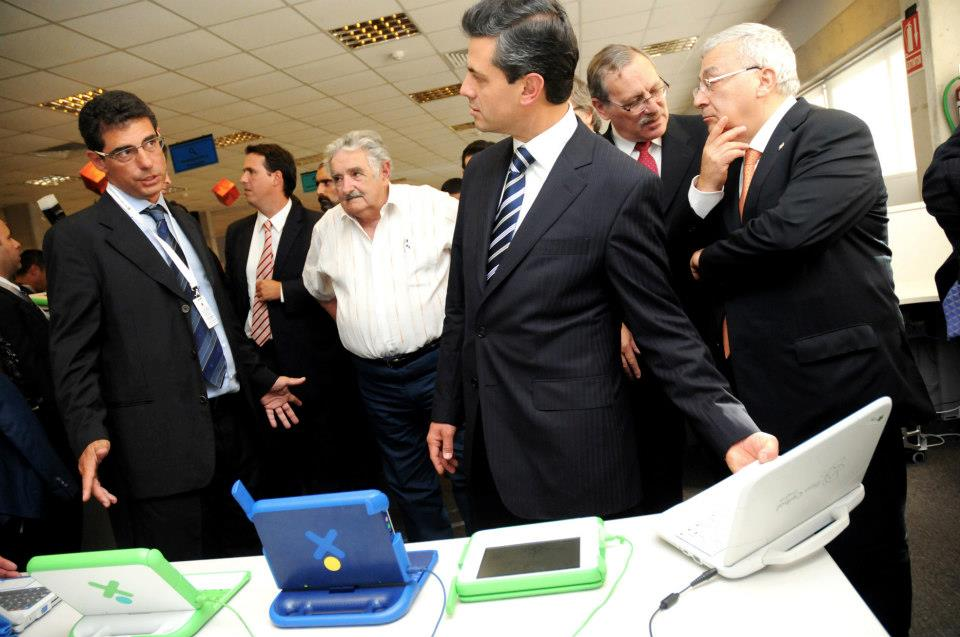
El presidente de México Enrique Peña Nieto, el expresidente de Uruguay José Mujica, y el Gerente General de Ceibal Gonzalo Pérez Piaggio.

Ceibal ha creado el área "Servicios al Exterior" como vehículo para compartir su conocimiento con los países del mundo que deseen desarrollar proyectos de inclusión de tecnologías en la educación. El primer lugar en recibir soporte y asesoramiento fue la región autónoma de Karabaj, pero al día de hoy ya cuentan con varios asesoramientos y casos de éxito. Ceibal es tomado como modelo por ocho países del mundo, los que reciben asesoramiento y soporte por los técnicos uruguayos. A su vez, se extiende la lista de países interesados en recibir apoyo en un futuro.
En su visita oficial al Uruguay, el presidente de México Enrique Peña Nieto, se mostró muy interesado en el proyecto de Ceibal. Al salir de la visita, Peña Nieto sostuvo que está sorprendido por el desarrollo de Ceibal y agregó que vino a nuestro país a aprender de este modelo, que calificó como exitoso, y que espera que sirva como experiencia para el proyecto que emprenderá en su país.

### Robótica educativa

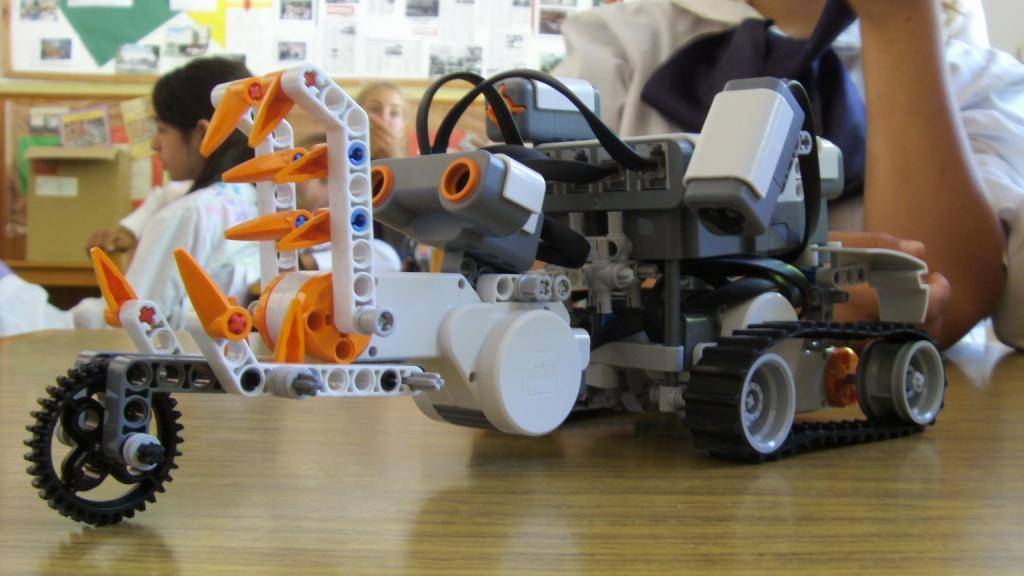
Robots en la escuela.

El proyecto de robótica de Ceibal busca potenciar el uso de tecnologías colocando al alcance de los alumnos herramientas tecnológicas que permitan el armado de robots (dispositivos físicos externos a la computadora controlados por ésta) y, a través de ellos, trabajar en distintas áreas de aprendizaje de forma conjunta. A través de la laptop se programa el funcionamiento del robot, para que el alumno desarrolle el razonamiento lógico mediante la resolución de problemas y el diseño de soluciones.
El 26 de septiembre de 2012 culminó la entrega de kits en todos los liceos de Ciclo Básico de Secundaria y Educación Profesional. En cuanto a educación primaria, se han entregado kits en todas las escuelas de tiempo completo de todo el país, con la capacitación correspondiente a las maestras de estos centros.
En los últimos años, centros educativos de Uruguay han participado en diversos mundiales de robótica y obtenido diferentes premiaciones.
En 2017 estudiantes del Liceo de Tala participaron en Houston y fueron distinguidos como el mejor equipo novato en la First Lego League, también visitaron las instalaciones de la NASA.
en 2019 alumnos del liceo de Migues, participaron en el World Festival de Houston y recibieron el premio Against All Odds. Ese mismo año, se realizó por primera vez en la región y en Uruguay el First Lego League, este evento mundial de robótica se realizó en el Antel Arena.

### Expo Aprende

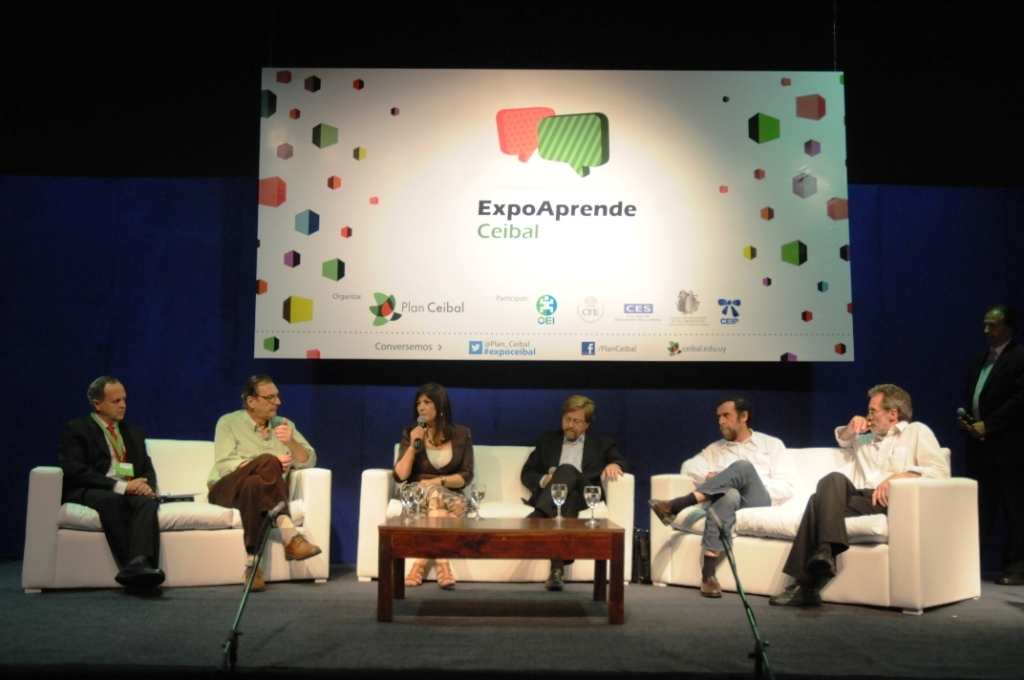
Foto de primer coloquio en Expo Aprende

Expo Aprende Ceibal, es una muestra de conocimiento que recoge, documenta y comparte experiencias de buenas prácticas y lecciones aprendidas durante años de ejecución de Ceibal, llevadas a cabo en conjunto con docentes, educadores, voluntarios y colaboradores. La muestra tiene por objetivo propiciar el intercambio entre diversas experiencias de integración de tecnologías asociadas a Ceibal a partir de prácticas concretas que impulsan transformaciones a nivel educativo o de desarrollo en comunidades.
En 2013, se realizó una nueva edición en el Auditorio Adela Reta (SODRE), contando con la participación de instituciones de todo el país y países invitados como Brasil, Argentina, Colombia, entre otros.